# Cirsium edule
Cirsium edule, vrsta biljke iz porodice glavočika raširena od jugoistočne Aljaske do Oregona i u unutrašnjosti Idaha. To je jednogodišnja biljka koja naraste od 1 do 2 metra visine koja je nekim indijanskim plemenima na sjeverozapadu Sjedinjenih država služila kao hrana, a poznavali su je pod imenom shanataque. Lokalni narodni nazivi za nju su indian thistle i edible thistle. Jestiv je korijen i mladi izbojci. Korijen je sladak, ali sadrži inulin, pa nekim ljudima pravi probavne probleme.
Postoje dvije podvrste
- Cirsium edule var. macounii (Greene) D. J. Keil
- Cirsium edule var. wenatchense D. J. Keil

## Sinonimi
- Carduus edulis (Nutt.) Greene
- Carduus hallii A.Heller
- Cirsium hallii (A. Gray) M.E. Jones
- Cnicus edulis (Nutt.) A. Gray
- Cnicus hallii A. Gray